# Bryan Oviedo
Bryan Oviedo Jiménez (San José, 1990. február 18. –) Costa Rica-i válogatott labdarúgó, az Alajuelense játékosa.

## Pályafutása

### Klub csapatatok
A Saprissa akadémiáján nevelkedett, majd itt mutatkozott be a felnőttek között 2009-ben. 
7 bajnoki találkozón lépett pályára, majd Európába igazolt.
2010. elején a FC København vásárolta meg őt 2013-ig. A svéd Kalmar FF ellen mutatkozott be, egy edzőmérkőzésen. 2010. május 5-én debütált a Dán bajnokságban a HB Køge ellen 4-0-ra megnyert hazai találkozón a 72. percben váltotta Oscar Wendt. A szezon végén bajnoki címet ünnepelhetett a csapattal. A 2010–11-es szezonban az első hónapokban a FC Nordsjælland csapatánál volt kölcsönben, ahol rendszeres játék lehetőséghez jutott és tagja volt a Dán kupát megnyerő együttesnek. Pierre Bengtsson edző irányítsa alatt a 2010–11-es szezonban sikerült alapemberré válnia a Københavnnál. A bajnokságot ismét megnyerték, így már kétszeres dán bajnoknak mondhatja magát. 2012. április 22-én megszerezte első profi gólját a AC Horsens ellen 2-1-re megnyert bajnoki mérkőzésen.

### Válogatott
A U20-as válogatottban szerzett először nemzetközi tapasztalatokat. Tagja volt a 2009-es U20-as labdarúgó-világbajnokságon rész vett csapatnak, amellyel a bronzmérkőzésen a Magyar U20-as labdarúgó-válogatott ellen maradt alul büntetőkkel, így a 4. helyen végeztek a tornán.
2010. január 26-án az Argentin labdarúgó-válogatott elleni barátságos mérkőzésen debütált a felnőtt válogatottban, majd a mérkőzésen sárga lapot kapott. 2011. február 10-én megszerezte első gólját a válogatottban a Venezuelai labdarúgó-válogatott ellen.

## Sikerei, díjai
København
- Dán Superliga: 2008-09, 2009–10, 2021–22

FC Nordsjælland
- Dán kupa: 2010–11